# پل د گراوو
پل د گراوو (انگلیسی: Paul De Grauwe؛ زادهٔ ۱۸ ژوئیهٔ ۱۹۴۶) دانشمند در زمینه اقتصاد بین‌الملل اهل بلژیک است.
وی همچنین برندهٔ جوایزی همچون برنامه فولبرایت شده‌است.